# Conjugaison topologique
En mathématiques, et plus particulièrement dans la théorie des systèmes dynamiques,  deux fonctions {\displaystyle f} et {\displaystyle g} sont dites topologiquement conjuguées (ou simplement conjuguées lorsqu'il n'y a pas de risque de confusion avec, par exemple, la conjugaison complexe) s'il existe  un homéomorphisme {\displaystyle h} tel que {\displaystyle g=h^{-1}\circ f\circ h} (où {\displaystyle \circ } note la composition des fonctions). Deux fonctions conjuguées ont les mêmes propriétés dynamiques (par exemple le même nombre de points fixes), d'où l'importance de cette notion dans l'étude en particulier des suites définies par itération.

## Définitions et propriétés générales
Dans tout ce qui suit,  {\displaystyle f\colon X\to X,g\colon Y\to Y}, et {\displaystyle h\colon Y\to X} notent des applications continues entre des espaces topologiques {\displaystyle X} et {\displaystyle Y}.
{\displaystyle f} est semiconjuguée (topologiquement) à {\displaystyle g}  s'il existe une  surjection {\displaystyle h} telle que {\displaystyle f\circ h=h\circ g}.
{\displaystyle f} et {\displaystyle g} sont topologiquement conjuguées si  {\displaystyle h} est bijective, et si la bijection réciproque {\displaystyle h^{-1}}est également continue, autrement dit si {\displaystyle h} est  un homéomorphisme ; on dit dans ce cas que {\displaystyle h} conjugue {\displaystyle f} et {\displaystyle g}, et on a {\displaystyle g=h^{-1}\circ f\circ h}.
Si {\displaystyle X=Y}, la conjugaison est une relation d'équivalence, puisque {\displaystyle f=i^{-1}\circ f\circ i} (où {\displaystyle i} est l'identité de {\displaystyle X}), {\displaystyle g=h^{-1}\circ f\circ h\iff f=(h^{-1})^{-1}\circ f\circ h^{-1}} et {\displaystyle f_{2}=h^{-1}\circ f_{1}\circ h,f_{3}=k^{-1}\circ f_{2}\circ k\Rightarrow f_{3}=(k^{-1}\circ h^{-1})\circ f_{1}\circ (h\circ k)}.
La conjugaison s'étend aux itérées d'une fonction, puisque {\displaystyle g=h^{-1}\circ f\circ h\Rightarrow g^{n}=h^{-1}\circ f^{n}\circ h}.
Si {\displaystyle f} et {\displaystyle g} sont conjuguées par {\displaystyle h}, et si {\displaystyle x} est un point fixe de {\displaystyle f} (donc si {\displaystyle f(x)=x}), alors {\displaystyle g(h^{-1}(x))=h^{-1}(f(h(h^{-1}(x))))=h^{-1}(f(x))=h^{-1}(x)}, et donc {\displaystyle h^{-1}(x)} est un point fixe de {\displaystyle g} ; plus généralement, {\displaystyle h} est une bijection entre les points fixes de {\displaystyle g} et ceux de {\displaystyle f}.
Si une suite {\displaystyle (u_{n})_{n\in \mathbb {N} }} d'éléments de {\displaystyle X} est définie par {\displaystyle u_{n+1}=f(u_{n})}, la suite  {\displaystyle (v_{n})_{n\in \mathbb {N} }} définie par {\displaystyle v_{0}=h^{-1}(u_{0})} et le même schéma de récurrence {\displaystyle v_{n+1}=g(v_{n})} vérifie (pour tout {\displaystyle {n\in \mathbb {N} }}) {\displaystyle v_{n}=h^{-1}(u_{n})}, et donc la même  périodicité que la suite {\displaystyle (u_{n})} ; de plus, les applications étant continues, si la suite {\displaystyle (u_{n})} converge vers {\displaystyle a}, alors la suite {\displaystyle (v_{n})} converge vers {\displaystyle h^{-1}(a)}.

## Exemples
- L'application logistique {\displaystyle x\mapsto \mu x(1-x)}, l'application de Mandelbrot {\displaystyle x\mapsto x^{2}+\mu }  et l'application de la tente {\displaystyle x\mapsto \mu \min(x,1-x)} sont conjuguées[1].
- Les transformations de Möbius de la sphère de Riemann (distinctes de l'identité), {\displaystyle z\mapsto {\frac {az+b}{cz+d}}} (avec {\displaystyle ad\neq bc}) se répartissent en deux classes d'équivalence selon qu'elles sont conjuguées à une translation {\displaystyle z\mapsto z+k} (si{\displaystyle (d-a)^{2}+4bc=0}) ou à une homothétie {\displaystyle z\mapsto kz} (si{\displaystyle (d-a)^{2}+4bc\neq 0}) ; de plus, on peut conjuguer deux transformations de la même classe par une autre transformation de Möbius[2].

## Équivalence topologique
On a une définition analogue pour les flots : si {\displaystyle \phi } est un flot sur {\displaystyle X}, {\displaystyle \psi } un flot sur {\displaystyle Y} et {\displaystyle h} une application continue de {\displaystyle Y} vers {\displaystyle X}, {\displaystyle \phi } est semiconjuguée (topologiquement) à {\displaystyle \psi } si {\displaystyle h} est une surjection telle que {\displaystyle \phi (h(y),t)=h\circ \psi (y,t)} pour tous {\displaystyle y\in Y}, {\displaystyle t\in \mathbb {R} } ; {\displaystyle \phi } et {\displaystyle \psi } sont alors topologiquement conjugués si h est un homéomorphisme.
Pour les flots, on définit également une notion plus faible : {\displaystyle \phi } et {\displaystyle \psi } sont  topologiquement équivalents s'il existe un homéomorphisme {\displaystyle h:Y\to X}, envoyant les orbites de {\displaystyle \psi } vers les orbites de {\displaystyle \phi } et préservant leurs orientations. Plus précisément, si {\displaystyle {\mathcal {O}}} est une orbite, on doit avoir pour tout {\displaystyle y\in Y}
{\displaystyle h({\mathcal {O}}(y,\psi ))=\{h\circ \psi (y,t):t\in \mathbb {R} \}=\{\phi (h(y),t):t\in \mathbb {R} \}={\mathcal {O}}(h(y),\phi )},
et les flots doivent être (localement) de même sens : pour tout {\displaystyle y\in Y}, il existe {\displaystyle \delta >0} tel que, si {\displaystyle 0<\vert s\vert <t<\delta }, et si  s vérifie {\displaystyle \phi (h(y),s)=h\circ \psi (y,t)}, alors {\displaystyle s>0}.
Des systèmes d'équations différentielles à deux dimensions ayant des orbites fermées (le cas non-hyperbolique) ne sont en général pas topologiquement conjugués, car il n'est pas possible d'avoir les mêmes périodes sur chaque orbite dans les deux systèmes (autrement dit, les trajectoires sont déformables les unes dans les autres, mais pas les orbites) ; c'est la raison pour laquelle on a introduit l'équivalence topologique.

## Équivalence lisse et équivalence orbitale
Des notions d'équivalence plus fines peuvent être définies si les flots {\displaystyle \phi } et {\displaystyle \psi } proviennent d'équations différentielles : deux systèmes dynamiques définis par les équations différentielles {\displaystyle {\dot {x}}=f(x)} et {\displaystyle {\dot {y}}=g(y)}, sont dits équivalents de façon lisse (smoothly equivalent) s'il existe un difféomorphisme {\displaystyle h:X\to Y} tel que
{\displaystyle f(x)=M^{-1}(x)g(h(x))\quad {\text{, où}}\quad M(x)={\frac {\mathrm {d} h(x)}{\mathrm {d} x}}.}
Dans ce cas, on peut transformer le premier système par le « changement de coordonnées » {\displaystyle y=h(x)} pour obtenir le second.
Deux systèmes dynamiques sur le même espace d'états, définis par {\displaystyle {\dot {x}}=f(x)} et {\displaystyle {\dot {x}}=g(x)}, sont dits équivalents pour les orbites (orbitally equivalent) s'il existe une fonction à valeurs positives, {\displaystyle \mu :X\to \mathbb {R} }, telle que {\displaystyle g(x)=\mu (x)f(x)}. Des systèmes équivalents pour les orbites ne diffèrent que par la paramétrisation par le temps.
Ces deux notions d'équivalence  sont plus fines que l'équivalence topologique. Par exemple, les systèmes linéaires réels de dimension 2 de la forme {\displaystyle {\dot {x}}=Ax} sont caractérisés par les valeurs propres de la matrice {\displaystyle A}. En particulier, les systèmes pour lesquels ces valeurs propres sont  complexes et de partie réelle positive ont des foyers instables, autour desquels les trajectoires s'enroulent en spirales ; tous ces systèmes sont topologiquement équivalents, mais non équivalent pour les orbites ou de façon lisse, la condition pour ces dernières équivalence étant que les valeurs propres soient les mêmes.

## Un exemple d'application
La méthode de Newton appliquée au calcul de la racine carrée de  {\displaystyle a} (méthode de Héron) amène à étudier la suite définie par {\displaystyle x_{n+1}=x_{n}-{\frac {x_{n}^{2}-a}{2x_{n}}}={\frac {x_{n}^{2}+a}{2x_{n}}}=f(x_{n})}, avec {\displaystyle f:x\mapsto {\frac {x^{2}+a}{2x}}} ; or {\displaystyle f} est conjuguée à {\displaystyle g:x\mapsto x^{2}} par {\displaystyle h:x\mapsto {\sqrt {a}}{\frac {1+x}{1-x}}} (avec {\displaystyle h^{-1}:x\mapsto {\frac {x-{\sqrt {a}}}{x+{\sqrt {a}}}}}) ; on en déduit que la suite {\displaystyle y_{n}=h^{-1}(x_{n})} vérifie la récurrence {\displaystyle y_{n+1}=g(y_{n})}, donc {\displaystyle y_{n}=y_{0}^{2^{n}}} et finalement la formule explicite {\displaystyle x_{n}=h(y_{n})={\sqrt {a}}{\frac {1+y_{0}^{2^{n}}}{1-y_{0}^{2^{n}}}}}, qui converge très rapidement vers {\displaystyle {\sqrt {a}}} si {\displaystyle |y_{0}|<1}.